# الجيل الأول من لغات البرمجة
الجيل الأول من لغات البرمجة هي لغة برمجة لمستوى الآلة.
في البداية، لم يكن يستخدم المترجم لترجمة (compile) أو تجميع لغات الجيل الأول. كان يتم إدخال التعليمات من خلال مفاتيح الوحة الأمامية لنظام الحاسوب.
الفائدة الرئيسية من البرمجة في الجيل الأول للغة البرمجة هو سرعة وكفائة الكود المكتوب حيث يتم يتم تنفيذها مباشرة من وحدة المعالجة المركزية. مع ذلك، تعتبر لغة الآلة أكثر صعوبة من لغات البرمجة الأعلى، وتزداد الصعوبة في التعديل عند حدوث خطاء. كما أنة عند الحاجة إلى إضافة تعليمات إلى الذاكرة في نفس الموقع، فنحتاج لتحريك جميع التعليمات الموجودة تحت الموقع المطلوب لتوفير مكان في الذاكرة لاستيعاب الأمر الجديد. وهذة العملية صعبة بسبب استخدام مفاتيح الوحة الأمامية. كما أن إمكانية نقل برنامج من جهاز إلى آخر يتطلب إعادة كتابة الكود في الجهاز الآخر حيث أن لغة الآلة تختلف من جهاز إلى آخر. مثال، عدد السجلات في وحدة المعالجة المركزية تختلف عن الأخرى.